# Ип Мeн
Ип Мeн, познат и као Јип Мен  (кинески: 葉 問; 1. октобар 1893 – 2. децембар 1972), био је кинески мајстор борилачких вештина  кантонске националности и учитељ Винг Чуна. Имао је неколико студената који су касније постали мајстори борилачких вештина. Његов најпознатији студент био је Брус Ли.

## Младост
Ип Мeн је рођен  као трећи од четворо деце брачног пара Ип Ои-дора и Ву Шуи. Одрастао је у богатој породици у Фошану, Гуандунг, и добио традиционално кинеско образовање заједно са својим старијим братом Ип Каи-гаком, његовом старијом сестром Ип Ван-меи и млађом сестром Ип Ван-хум.
Ип Мен је почео да учи Винг Чун од Чан Вах-шунa 1906. када је имао 12 година. У то време Чан је имао 57 година, а Ип је постао Чанов шеснаести и последњи ученик. Због својих година, Чан је могао тренирати Ип Мена само три године пре него што је 1909. године имао благи инфаркт и повукао се у своје село. Ип је научио већину својих вештина и техника од Чанове друге најстарије ученице, Нг Чунг-сок (吳仲素).
Када је имао 16 година, уз помоћ свог рођака Леунг Фут-тинга, Ип се преселио у Хонг Конг и тамо је похађао школу на колеџу „Св. Стефан“, средњој школи за богате породице и странце који живе у Хонг Конгу. Шест месеци након пресељења у Хонг Конг, Ипменов колега по имену Лаи рекао му је да је пријатељ његовог оца који је био стручњак за Кунг Фу технике живео с њима и понудио је пријатељски спаринг с Ипом. У то време, Ип је био непоражен па је жељно прихватио изазов. Отишао је у Лајеву кућу у недељу поподне, и након што је разменио кратке љубазности, изазвао је човека на двобој. Тај човек је био Леунг Бик, и лако је поразио Ип Мена. Невероватан у брзини којом му се супротставио, Ип је затражио други двобој и поново је претучен, истом јачином. Обесхрабрен својим поразом, Ип је отишао без речи и након тога је био толико депресиван да се није усудио да спомене да је икада знао Кунг Фу. Недељу дана касније, Лаи му је рекао да га тражи човек са којим се борио. Ип је одговорио да му је неугодно да се врати. Tада му је Лаи рекао да је Леунг Бик веома похвалио његове Кунг Фу технике и да је он син Леунг Јана, који је тренирао Иповог тренера Чан Вах-шуна. Ип је наставио да тренира са Леунгом Биком, до Леунгове смрти 1911.
Ип се вратио у Фошан 1917. године када је имао 24 године и тамо постао полицајац. Винг Чуном је подучавао неколико својих подређених, пријатеља и рођака, али није службено водио школу борилачких вештина.
Ип је касније оженио Чеунг Винг-синг и имали су четворо деце: синови Ип Чун и Ип Чинг, и ћерке Ип Нга-сум (葉 雅 心) и Ип Нга-вун (葉雅媛).
Неки од његових најпознатијих ученика били су Чов Квонг-jуе (周光裕), Квок Фу (富), Лун Ках (佳), Чан Чи-сун (新), Ксу Хе-Веи (和 威) и Луи Jинг (應). Међу њима је речено да је Чов Квонг-jуе најбољи, али је на крају почео да се бави трговином и престао да тренира борилачке вештине. Квок Фу и Лун Ках су наставили да подучавају своје ученике и пренели су технике Винг Чуна у Фошан и Гуангдунг регију. Чан Чи-сун и Луи Jинг су касније отишли у Хонг Конг, али ниједан од њих није прихватио ниједног студента.
Током Другог кинеско-јапанског рата Ип је живео са Квок Фуом и вратио се у Фошан тек после рата, где је наставио своју каријеру као полицајац. Током 1949. године Ип је издвојио време да би тренирао свог другог сина Ип Чинга. Крајем 1949. године, након што је Комунистичка партија Кине победила у Кинеском грађанском рату, док је Ип био официр за Куоминтанг, Ип, његова супруга и њихова старија ћерка Ип Нга напустили су Фошан и отишли у Хонг Конг.

## Живот у Хонг Конгу
Ип, његова супруга Чеунг и њихова кћерка стигли су у Хонг Конг преко Макаа 1950. године. Његова супруга и кћер касније су се вратиле у Фошан како би поново добиле своје личне карте. Међутим, због затварања граница између Кине и Хонг Конга, које су успостављене 1951. године, Ип и Чеунг су били раздвојени заувек пошто је Чеунг остала у Фошану.
У почетку, Ип Менов посао наставника у Хонг Конгу није добро ишао јер су Ипови студенти обично тренирали само неколико месеци. Двапут је преселио своју школу: прво у улицу "Castle Peak" у области Шам Шуи По, а затим у улицу Ли Тат (街) у области Иау Ма Теи. До тада су неки његови ученици стекли знање Винг Чуна и били у могућности да оснују своје школе. Они би наставили да се боре са другим мајсторима борилачких вештина да би упоредили своје вештине, а њихове победе су допринеле повећању Ипове славе.
Схватио је да ће одвајање са супругом бити трајно, па је вероватно из усамљености око 1955. године, имао љубавницу из Шангаја, коју су његови ученици знали као Шангај По (婆). Ип и његова љубавница су такође имали незаконитог сина по имену Ип Сиу-вах. У међувремену у Фошану, његова супруга Чеунг умрла је од рака 1960. године. Ип никада није формално представио своју љубавницу својим (осталим) синовима, који су на крају стигли у Хонг Конг да се поново споје с њим 1962.
Године 1967. Ип и неки од његових студената основали су Винг Чун атлетску заједницу (енг. Ving Tsun Athletic Association). Главна сврха овог удружења је била да помогне Ипу да се ухвати у коштац са својим финансијским потешкоћама у Хонг Конгу. Речено је да  су ове потешкоће проузроковале његову наводну регуларну употребу опијума. Један од његових бивших студената, Дунцан Леунг, тврдио је да је Ип користио новац за подршку његове зависности од опијума. Ипова љубавница је умрла од рака 1968. године, а њихов син је касније постао практикант Винг Чуна, као и његова полубраћа.

## Смрт и наслеђе
Ип је умро 2. децембра 1972. у својој јединици у улици Тунг Чои 149 у Хонг Конгу, од рака грла, само седам месеци пре смрти Брус Лија . Сахрањен је у Во Хоп Шеку у Хонг Конгу.
Ипово наслеђе је глобална пракса Винг Чуна. Ип Чун, најстарији син Ип Мена, је страствен и немилосрдан у одржавању Винг Чун кунг фу наслеђа свог оца. Године 2014, Ип Чун је изабран да представља Винг Чун као наследник „Кунг фу стила Винг Чун". Ипови значајни студенти су: Леунг Шеунг, Лок Јиу, Чу Шонг-тин, Вонг Шун Леунг, Брус Ли, Мои Јат, Хо Кам Минг, Виктор Кан, његов нећак Ло Ман Кам, његови синови Ип Чинг и Ип Чун и Леунг Тинг (као што је наведено у интервјуу са гранд мастером Ип Меном за магазин „Нови херој борилачких вештина”, 1972) 
Ип је написао историју Винг Чуна . Многи артефакти из његовог живота изложени су у музеју "Ип Мен Тонг" у подручју Храма предака у Фошану. Ип Мен је такође укључен у многе филмове засноване на његовом животу.

## Линија борилачких вештина
Стабло Винг Чуна у односу на Ип Мена.
| Нг Муи         | један од пет стараца манастира Шаолин                                         |
| Им Винг-чун    | учила је Винг Чун од Нга за самоодбрану                                       |
| Леунг Бок-лао  | муж од Им                                                                     |
| Леунг Лан-кваи | учио је Винг Чун од Леунг Бок-лаоа                                            |
| Вонг Вах-бо    | научио је технику са мотком од Леунг Ие-таиа у замену за систем празних руку  |
| Леунг Ие-таи   | придодао своју технику са мотком систему празних руку који је научио од Вонга |
| Леунг Јан      | учио технике Винг Чуна од Леунг Ие-таиа                                       |
| Чан Вах-шун    | Винг Чун је учио од Леунг Јана, а био је један од учитеља Ип Мена             |
| Ип Мен         | такође је учио од Нг Чунг-сока и од Леунг Бика                                |

## Медијски приказ
У филму из 1976. године Брус Ли: Човек, легенда, Ипова мала улога као што је Винг Чун Сифу Брус Лија представљена је његовим најстаријим сином Ип Чуном.
Ип Мена је глумио Ванг Луоионг у америчком биографском филму Змај: Прича о Брус Лију (енг Dragon: The Bruce Lee Story)из 1993. године, заснованом на животној причи Брус Лија, који је био један од Ипових студената.
У филму из 1999. године Шта ћеш урадити, Саи Фунг? (енг. What You Gonna Do, Sai Fung?), Ип Мена је поново глумио његов најстарији син Ип Чун као посебан гост.
Иу Ченгхуи је представио Ип Мана у кинеској телевизијској серији Легенда о Брус Лију из 2008. године, која се такође заснива на животној причи Брус Лијa.
Ип Меn, филм из Хонг Конга заснован на животу Ип Мена, у којем глуми Дони Иен као мајстор борилачких вештина, пуштен је у биоскопе 2008. године. Ипов најстарији син Ип Чун појављује се у филму и служио је као консултант за продукцију, која се фокусира на живот Ипа 1930-их до 1940-их током Другог кинеско-јапанског рата. Ово је први филм који се заснива на животу Ипа.
Наставак Ип Мен 2 фокусира се на Ипове почетке у Хонг Конгу и његове ученике, укључујући Брус Лија. Ип Мен је подучавао многе друге људе. Усред таласа филмских пројеката везаних за Ип Мена, Дони Иен је у марту 2010. рекао кинеским медијима да након Ип Мен 2 неће више глумити Винг Чун мајстора. Он је изјавио: "Никада не бих ни учествовао у филмовима који се односе на Ип Мена. Ово ће бити мој последњи филм на ту тему. Кад год нешто постигне успех, сви би да извуку корист од тога, ово је врло застрашујуће. Да ли знате колико се филмова о Ип Мену производи? Под таквим условима ми не бисмо напредовали, то би само довело до прекомерне засићености теме."
Још један филм из Хонг Конга заснован на животу Ип Мeна, назван Легенда је рођена-Ип Мен (енг. The Legend Is Born – Ip Man), објављен је у јуну 2010. Херман Иау је режирао овај филм, Денис То је глумио као Ип Мен, а члан бенда Седамнаест Вен Јунхуи као његов млађи колега. Ип Чун се појављује у филму као Леунг Бик.
У филму Брус Ли, Мој брат 2010 (енг. Bruce Lee, My Brother), Ип Мена је глумио Вонг Чи-ваи.
Велики мајстор (енг. The Grandmaster) је филм режисера Вонг Кар-ваиа из 2013. године у којем глуми Тони Леунг као Ип Ман. Филм се више концентрише на крај једне ере у историји кинеских борилачких вештина кад је избио Други кинеско-јапански рат. Направљен је у готово биографском стилу, истичући делове историје. За разлику од других пројеката везаних за Ип Мен, Велики мајстор је рефлективнији филм, који се више фокусира на размишљања и филозофије између борилачких вештина и живота, као и на путовање Ип Мена почетком 1930-их до раних 1950-их.
Кинеска телевизијска серија Ип Мeн из 2013. године, заснована на Ип Мeновом животу, први пут је емитована на телевизијској мрежи Шандонг ТВ од краја фебруара до средине марта 2013. године. Режирала га је Фан Ксиан, a глумио Кевин Ченг као истоимени лик и Зoу Јианан као млађи колега.
Филм из Хонг Конга Ип Мeн: Последња борба (енг. Ip Man: The Final Fight), у режији Херман Иауа и глуми Антони Вонга као Ип Мена, фокусира се на Ипов каснији живот у Хонг Конгу. Кевин Ченг из телевизијске серије Ип Мен из 2013. гостовао је као млади Ип Мен. Ип Чун се појавио у филму. Овај филм се такође фокусира на лојалност његових ученика према њему.
Иако је Дони Иен у мату 2010. изјавио да више не жели да снима филмове о Ип Мену, ипак је у новом филму у истој серији филмова, Ип Ман 3, који је објављен је 24. децембра 2015. године Иен поново глумио Ип Мена.
Дони Иен понавља своју улогу Ип Мена у филму Ип Мeн 4. Производња је почела у априлу а завршена у јулу исте године. Овај филм се фокусира на Ип Мена који долази у Сијетл како би помогао свом студенту Брус Лију да оснује властиту школу Винг Чуна. Филм ће бити објављен у јулу 2019. године.